# 三巴郡
三巴郡，中国南北朝时设置的郡。
- 南齐设立三巴郡，属于梁州。荒或无民户。
- 北周天和四年（569年）改巴渠郡置三巴郡，属通州。治所在东乡县（今四川宣汉县东北一百里普光乡西）。辖境相当今四川宣汉县地，下辖东乡县、下蒲县、巴渠县。隋文帝开皇三年（583年）废，属县直属通州。